# Бержанская, Василиса Михайловна
Васили́са Миха́йловна Бержа́нская (род. 13 декабря 1993, Ессентуки, Ставропольский край) — российская оперная певица, меццо-сопрано.

## Биография
Окончила музыкальную школу по классу фортепиано. Училась в Ставропольском краевом музыкальном колледже им. В. И. Сафонова в Минеральных водах на вокальном отделении в 2008—2012 годах.
В 2011—2012 годах — солистка Северо-Кавказской государственной филармонии им. В. И. Сафонова. С 2012 года была солисткой оперной студии Российской академии музыки имени Гнесиных, в 2018 окончила РАМ имени Гнесиных (класс профессора Рузанны Лисициан). Приглашённая солистка Приморского театра оперы и балета (2014—2015), где впервые выступила с концертным исполнением партии Таис («Таис» Ж. Массне). В 2015—2017 артистка Молодёжной оперной программы Большого театра. С 2016 года выступает как колоратурное меццо-сопрано.
В 2017—2019 годах — солистка Немецкой оперы в Берлине. C 2019 года в труппе Новосибирского театра оперы и балета. Приглашённая солистка Михайловского театра.
В 2015—2016 годах участвовала в фестивале «Музыкальный Олимп», в 2016 — в фестивале Россини в Пезаро (Маркиза Мелибеи, «Путешествие в Реймс»), в 2017 — в программе молодых артистов Зальцбургского фестиваля.
В 2019 году на Зальцбургском фестивале исполнила партию Дианы в оперетте Оффенбаха «Орфей в аду». В 2021 году дебютировала в Венской опере в партии Розины.

## Конкурсная карьера
Василиса Бержанская успешно участвует в вокальных конкурсах:
- II Международный конкурс оперных исполнителей (Москва, 2010) — III премия;
- Московский фестиваль академического пения «Серебряный голос» (Москва, 2011) — I премия;
- V Международный юношеский вокальный конкурс С. Лейферкуса (Москва, 2011) — II премия, премия «За лучшее исполнение оперной арии»[12];
- XVIII Международный студенческий конкурс вокалистов Bella voce (Москва, 2012) — I премия;
- Проект «Театральные ассамблеи» (Москва, 2013) — I премия[12];
- Международный конкурс камерной музыки Е. Образцовой памяти Кончиты Бадиа[вд] (Санкт-Петербург, 2014) — II премия, специальный приз за лучшее исполнение произведения композитора XX века[13];
- II Всероссийский музыкальный конкурс (Москва, 2014) — II премия[14];
- Телевизионный конкурс «Большая опера» на телеканале «Культура» в 2014 г. — финалистка[15][16];
- XXV Международный конкурс вокалистов им. М. И. Глинки (Москва, 2014) — дипломант[3];
- IV Международный конкурс вокалистов им. Муслима Магомаева (Москва, 2016) — Гран-При[3];
- Конкурс «Debut» (Германия, 2016) — первая премия и премия зрительских симпатий[6];
- Конкурс «Viotti singing competition» (Италия, 2018) — третья премия и премия зрительских симпатий[6].
- «Международная оперная премия» (Великобритания, 2021) — победа в номинации «Лучший молодой певец» (одновременно присуждена испанскому тенору Шабьеру Андуаге)[17][5].